# Roger Chatelain (aviron)
Pour les articles homonymes, voir Chatelain.
Cet article concerne un rameur d'aviron. Pour le parlementaire, voir Roger Chatelain.
Roger Chatelain, né le 23 avril 1942 à Voglans, est un rameur d'aviron français.

## Palmarès

### Championnats du monde
- 1962 à Lucerne
  -  Médaille d'argent en quatre sans barreur[2]

### Championnats d'Europe
- 1963 à Copenhague
  -  Médaille de bronze en quatre sans barreur